# Takahiro Sakurai
 (octobre 2019).
Si vous disposez d'ouvrages ou d'articles de référence ou si vous connaissez des sites web de qualité traitant du thème abordé ici, merci de compléter l'article en donnant les références utiles à sa vérifiabilité et en les liant à la section « Notes et références ».
Takahiro Sakurai (櫻井 孝宏, Sakurai Takahiro) est un seiyū (comédien de doublage japonais) né le 13 juin 1974 à Aichi, Japon. Il a participé à des doublages d'animes et de jeux vidéo.

## Rôles

### Séries d’animation
- .hack//Roots : Haseo
- Absolute Boy : Shigeki Kobayakawa
- Accel World : Blue Knight/Blue King
- Ace of Diamond : Kazuya Miyuki
- Ah! My Goddess : Kagerou
- Ajin : Tosaki Yuu
- Angels of Death : Daniel Dickens
- Angel Tales : Genbu no Shin
- Ano hi mita hana no namae o bokutachi wa mada shiranai : Atsumu Matsuyuki
- Asaki yume mishi : Hikaru Genji
- Ayakashi: Japanese Classic Horror et Mononoke : L'apothicaire
- Bakusō Kyōdai Let's & Go!! (ja) : Leone, Waldegald
- Bakemonogatari : Meme Oshino
- Berserk : Griffith
- Beyblade : Tonny
- Black Blood Brothers : Mochizuki Jirou
- Black Butler : Claude Faustus
- Black Cat : Jenos Hazard
- Bleach : Izuru Kira
- Blue Lock : Itoshi Sae
- Brave 10 : Hanzô Hattori
- Boogiepop Phantom : Délinquant B
- C (manga) : Masakaki
- Canvas 2: Niji Iro no Sketch : Kamikura Hiroki
- Cardcaptor Sakura : Kouichi Kouno
- Chu-Bra!! : Keigo Hayama
- Code Geass : Kururugi Suzaku
- Cosprayers : Kuls Pristo
- Cromartie High School : Takashi Kamiyama
- Cross Game : Azuma Yuuhei
- Cyborg 009 : Joe Shimamura/009
- D.Gray-man : Yû Kanda
- D.I.C.E. : Macchiatto
- Daily Lives of High School Boys : Yuusuke
- Danganronpa: The Animation : Leon Kuwata
- Dantarian no Shoka : Armand Jeremiah
- Demon Slayer: Kimetsu no Yaiba : Giyū Tomioka
- Devil Survivor 2: the animation : Alcor
- Diabolik Lovers : Ruki Mukami
- Digimon : Tentomon
- Digimon Adventure 02 : Tentomon
- Digimon Xros Wars : Dorulumon
- Dog Days : Franboise
- Dogs : Heine Rammsteiner
- Dragon Quest : La Quête de Daï : Avan
- Fairy Tail : Sting Eucliffe
- Final Fantasy VII: Advent Children : Cloud Strife
- Food Wars : Satoshi Isshiki
- Fruits Basket : Ayame Sohma
- Galaxy Angel : Great Muscle, Red Eye
- Gate Keepers : Shun Ukiya
- Gakuen Heaven : Kazuki Endou
- Geneshaft : Hiroto Amagiwa
- Get Backers : Kagami Kyoji
- Gintama : Shimaru Saitō
- Ginyuu Mokushiroku Meine Liebe : Orpherus Fürst von Marmelade nahe Gorz
- Glass Fleet : Michel / Gilles
- Grisaia no Kajitsu : Yūji Kazami
- Gravitation : Commentateur télé (ép. 4 et 8)
- Guardian Hearts : Kazuya Watari
- Gugure! Kokkuri-san : Inugami
- Gun X Sword : Ray Langlen
- Hamos The Green Chariot : Abel
- Hatsukoi Limited : Sogabe Hiroyuki
- Hatenkō Yūgi : Alzeid
- Heat Guy J : Boma
- Hero Tales : Ryûkô
- High score : Kyosuke Masuda
- Hikaru no go : Kaoru Kishimoto
- House of Five Leaves : Yaichi
- Hyakka Ryōran Samurai Girls : Tokugawa Yoshihiko
- I"s: Ichitaka Seto
- Initial D: Second Stage : Membre du THUNDERS
- Innocent Venus : Jin Tsurusawa
- JoJo's Bizarre Adventure : Rohan Kishibe
- Junjou Romantica : Misaki Takahashi
- Jujutsu Kaisen : Suguru Geto
- K (manga) : Izumo Kusanagi
- Kaikan Phrase : Yoshihiko "Santa" Nagai
- Kaleido Star : Leon Oswald
- Kami-sama no Memo-chō : Hiroaki Kuwahara "Hiro"
- Karin : Kurobara no Ouji
- Kasumin : Kasumi Senta
- KimiKiss : Eiji Kai
- Kita e : Kurokawa
- Kono Naka ni Hitori, Imōto ga Iru! : Shougo Mikadono
- Kyou Kara Maou : Yuuri Shibuya, Morgif
- L'Académie d'Alice : Misaki
- La Tour de Druaga : Neeba
- Last Order: Final Fantasy VII : Cloud Strife
- Le Chevalier d'Éon : Maximilien Robespierre
- Letter Bee : Jeel
- Les Mystérieuses Cités d'or : Soldat
- Log Horizon : Crusty
- Magi : Ja'far
- Magical DoReMi : Hiroaki Shibata
- Major : Naoki Enomoto
- Master Keaton : Ralph
- Mirumo : Chikku
- Mob Psycho 100 : Reigen Arataka
- Moi, quand je me réincarne en Slime : Diablo
- Musashi Gundoh : Kojiro Sasaki
- Naruto Shippûden : Sasori
- Noragami : Rabou
- Nura : Le Seigneur des Yokaï : Kubinashi
- Oda Nobuna no Yabou : Hanzô Hattori
- Offside : Noriyuki Akechi
- Osomatsu-san : Osomatsu Matsuno
- Otome Yōkai Zakuro : Kei Agemaki
- Pani poni dash! : Shu Momose
- Peace Maker : Yamazaki Susumu
- Phantom: Requiem for the Phantom : Reiji Azuma / Zwei
- Phi Brain: Puzzle of God : Rook Banjo Crossfield
- Pokémon : Sand, Annonceur de la Semi-Final
- Prétear : Sasame
- Princess Tutu : Fakir
- Psycho-Pass : Shôgo Makishima
- Ring ni kakero : Fantôme de Jun
- Rozen Maiden : Shirosaki
- Sakura-sō no Pet na Kanojo : Jin Mitaka
- Saint Beast : Genbu no Shin
- Saint Seiya : Dragon Shiryu (The Hades Chapter - Inferno)
- Samurai Deeper Kyo : Kubira
- Seitokai no Ichizon : Echo Of Death
- Shangri-La : Kudo Shougo
- Shin Getter Robo vs Neo Getter Robo : Gô Ichimonji
- Shirokuma Café : Shirokuma (Ours blanc)
- Sirius the jeager : Mikhail Jirov
- Slayers Premium : Chie-tako
- Soredemo Machi wa Mawatteiru : Uki Isohata
- Sound! Euphonium : Noboru Taki
- Star Ocean: The Second Story : Gabriel Celeste
- Suki na mono wa suki dakara shōganai : Fuuta Kitamura (ép.13)
- Sukitte ii na yo : Yamato Kurosawa
- Seraph of the End : Ferid Bathory
- Tactics : Haruka
- Tales of Legendia : Walter Delques
- Tatakau Shisho : Ruruta
- The Legend of the Legendary Heroes : Tiir Rumibul
- The Mythical Detective Loki Ragnarok : Loki (grand)
- Tokyo ghoul : Uta
- Tokyo Underground : Sui
- Toriko : Coco
- Transformers: Animated : Blurr
- Transformers Armada : Double Face (De côté)
- Tsukihime : Arihiko Inui
- Tsukuyomi - Moon Phase : Seiji Midou
- Tsuritama : Urara
- Uragiri wa Boku no Namae wo Shitteiru : Ruka Crosszeria
- Valkyria Chronicles : Faldio Landzaat
- Wolf Girl and Black Prince : Kyoya Sata
- Zatchbell : Kiyomaro Takamine
- Zegapain : Toga Vital
- Zero no tsukaima : Guiche
- Zoids: Chaotic Century : Hiltz
- Zoids Fuzors : Gene
- Zoids: New Century : Bit Cloud
- Zombie-Loan : Shito Tachibana

### Drama CD
- Adekan : Yoshiwara Anri
- Are you Alice? : Alice
- Ai wo Utau yori Ore ni Oborero!(Blaue Rosen) : Rui Kiryuuin
- Baito wa Meido!? : Minori Ogata
- BALETT STAR : Horinouchi Keisuke
- Code Geass : Suzaku Kururugi
- Cyborg 009 Drama CD: Love Stories : Joe Shimamura
- Desire : Toru Maiki
- Diabolik Lovers, MORE BLOOD vol.III: Ruki Mukami
- Dogs : Haine Rammsteiner
- Dolls : Toudou Usaki
- Fushigi Yugi - La Légende de Genbu : Uruki
- Dazzle : Alzeid
- Junjo Romantica : Misaki Takahashi
- Kamui : Atsuma Hasumi
- Kirepapa : Shunsuke Sakaki
- Kiss to do-jin! ~Ōjisama wa Karisuma Ōte!?~ : Tooru Hikawa
- Kyō kara maoh ! : Yuuri Shibuya
- Love Mode : Rin Takimura
- Lovely Complex : Otani Atsushi
- Mix★Mix★Chocolate : Hara
- Saint Seiya Ougon 12 Kyu Hen : Dragon Shiryu
- S.L.H Stray Love Hearts! : Kitou Ninomiya
- Shitsuji-sama no Okiniiri : Kanzawa Hakuou
- Sket Dance : Sasuke Tsubaki
- Slavers Series : Syuuichi Kurahashi
- Sono Yubi Dake ga Shitteru : Yuichi Kazuki
- Suki na mono wa suki dakara shōganai : Fuuta Kitamura (À partir de Fleur Blanche)
- Sukitte ii na yo : Yamato Kurosawa
- Switch : Hal Kurabayashi
- Teiden Shoujou to Hanemushi no Orchestra : Haibane
- Tokyo Yabanjin : Fubuki Kano
- Uragiri wa boku no namae wo shitteiru : Ruka Crosszeria
- V.B.Rose : Yukari Arisaka
- Watashi ni xx Shinasai! : Shigure Kitami
- Yellow : Taki
- Zombie-Loan : Shito Tachibana

### Jeux vidéo
- .hack//G.U. : Haseo
- Another Century's Episode Portable : Suzaku Kururugi
- Another Century's Episode: R : Suzaku Kururugi
- Ape Escape (série) : Singe bleu
- Black Wolves Saga: Bloody Nightmare : Mejojo von Garibaldi
- Castlevania: Portrait of Ruin : Jonathan Morris
- Chaos Rings Omega : Yorath
- Crisis Core: Final Fantasy VII, Dirge of Cerberus: Final Fantasy VII, Dissidia: Final Fantasy, Kingdom Hearts : Cloud Strife
- Danganronpa: Trigger Happy Havoc : Leon Kuwata
- Diabolik lovers, MORE BLOOD: Ruki Mukami
- Dragon Quest XI : Les Combattants de la destinée : Jasper (doublage japonais)
- Eternal Sonata : Fugue
- Fatal Frame IV: Mask of the Lunar Eclipse : You Haibara
- Final Fantasy Type-0 : Kurasame
- Final Fantasy VII Remake : Cloud Strife
- Fire Emblem Echoes: Shadows of Valentia : Lukas
- Fire Emblem Heroes : Eliwood, Julius, Lukas, Bramimond
- Full House Kiss : Asaki Hanekura
- Galaxy Angel : Red Eye
- Guilty Crown : Scrooge
- Harukanaru Toki no Naka de Maihitoyo (PS2) : Oo no Suefumi
- Klonoa Heroes: Densetsu no Star Medal : Guntz
- Kyō Kara Maoh! Oresama Quest (PC) :  Yuuri Shibuya
- Kyo Kara Maoh! Hajimari no Tabi (PS2) : Yuuri Shibuya
- Konjiki no Gash Bell (séries) : Kiyomaro Takamine
- Le Bizzarre Avventure di GioGio: Vento Aureo : Bruno Bucciarati
- Live A Live (2022) : Odi Wan Lee
- Lovely Complex : Otani Atsushi
- Memories Off 5: Togireta Film : Yusuke Hina
- Mix★Mix★Chocolate : Hara
- Nana : Ren Honjo
- Namco x Capcom : Guntz & Red Arremer Joker
- Naruto Shippuden Ultimate Ninja Storm 2/Generation/3/Revolution/4/Connections : Sasori
- Nora to Toki no Kōbō: Kiri no Mori no Majo : Kyto Berman
- Orange Honey : Shinya Shiraishi
- Princess Maker : Prince Sharul/Charles
- Project X Zone : Rockman X
- Rockman X8, Rockman X Command Mission, Rockman Irregular Hunter X : Rockman X
- Shenmue et Shenmue II : Lan Di "Longsun Zhao"
- Star Project Online : Yano Kazuteru
- Super Smash Bros. for Nintendo 3DS / for Wii U : Cloud
- Super Smash Bros. Ultimate : Cloud
- Tales of Graces : Asbel Lhant
- Tales of Legendia : Walter Delqes
- Tales of the World: Radiant Mythology 3 : Asbel Lhant
- The Bouncer : Sion Barzahd
- Tokyo Babel : Adam
- Trauma Team : CR-S01
- Valkyrie of the Battlefield: Gallian Chronicles (PS3) : Faldio Landzaat
- Virtua Fighter : Lei-Fei
- Wand of Fortune : Julius Fortner
- WarTech: Senko no Ronde : Mika Mikli
- White Knight Chronicles : Shapur
- Xenoblade Chronicles 2 : Jin (doublage japonais)
- Xenoblade Chronicles 2 - Torna, the Golden Country : Jin (doublage japonais)
- Yu-Gi-OH VRAINS : AI
- Zegapain NOT : Toga Dupe
- Zegapain XOR : Toga Vital

### OVA/Films
- .hack//Liminality : Tomonari Kasumi
- .hack//G.U. Trilogy : Haseo
- Beat Angel Escalayer : Kyohei Yanase
- Blame! : Killy
- divine love : hyde
- Dogs : Heine Rammsteiner
- One Piece: Gold : Gild Tesoro
- Eiken (manga) : Shima Kurosawa
- Final Fantasy VII Advent Children : Cloud Strife
- Fate/stay night : Saber/Roi Arthur'
- Harukanaru Toki no Naka de Maihitoyo : Oo no Suefumi
- Gate Keepers 21 : Shun Ukiya
- Karas : Ekou Hoshunin
- Katte ni Kaizō : Kaizō Katsu
- Kirepapa : Shunsuke Sakaki
- Konjiki no Gash Bell-The Attack of Mechavulcan : Kiyomaro Takamine
- Last Order: Final Fantasy VII : Cloud Strife
- Naruto Shippuden: Road to Ninja : Sasori
- Rockman X: The Day of Sigma : Rockman X
- Saint Seiya: The Lost Canvas : Gryphon Minos
- Shin Getter Robo vs Neo Getter Robo : Gou Ichimonji
- Switch : Hal Kurabayashi
- Tokyo Marble Chocolate : Yudai
- Vexille : Ryo
- Vie Durant (ONA) : Di